# Orbital atómico

Representaciones 3D de Orbitales atómicos (arriba a la derecha) y moleculares (abajo a la derecha). A la izquierda se muestra el Diagrama de Moeller, gráfica mnemotécnica que ayuda a seguir la regla de Madelung a fin de construir la configuración electrónica (orden de llenado y ocupación de los orbitales, mostrado al pie de la figura) a partir del conocimiento del número atómico Z, siguiendo el Principio de Aufbau. Nota: se debe tener en cuenta que los orbitales atómicos son funciones de tres variables (la distancia al núcleo, r, y los dos ángulos,). Las imágenes mostradas representan únicamente la componente angular de cada orbital que define su forma. El cambio de color en la escala de grises indica un cambio de signo en el OA y, según el caso, evidencia la presencia de superficies nodales, donde la función de onda se anula.

Un orbital atómico (OA) es una función de onda monoelectrónica {\displaystyle \phi } que, por lo tanto, describe el comportamiento de un único electrón en el contexto de un átomo. Se obtiene en el marco de la Mecánica Cuántica aplicada al tratamiento de átomos (junto a la teoría atómica, constituye una de las bases de la Química Cuántica) y corresponde a una determinada solución particular espacial de la ecuación de Schrödinger independiente del tiempo para el caso de un electrón sometido al potencial coulombiano generado por el núcleo atómico (y los restantes electrones en átomos poli-electrónicos). La ecuación de Schrödinger que describe el comportamiento de un electrón en un átomo, tiene solución exacta únicamente para el caso del átomo de hidrógeno (extensible a iones atómicos a los que se les extraen todos los electrones menos uno, identificados como "átomos hidrogenoides"). El concepto de orbital atómico aplicado a un electrón en un átomo poli-electrónico es una aproximación, que se obtiene tras desacoplar el movimiento de cada par de electrones y tratarlos como si cada uno se moviera en un campo electrostático promedio (aproximación de Hartree-Fock). 
En todos los casos el orbital atómico espacial queda definido por tres números cuánticos, que aparecen naturalmente en la solución general de la ecuación de Schrödinger atómica {\displaystyle {\mathcal {H}}\phi _{n,l,m}=E_{n}\phi _{n,l,m}} y señalan unívocamente a un estado electrónico específico.  Esos tres números cuánticos hacen referencia a la energía total del electrón ({\displaystyle n}, número cuántico principal), al módulo del momento angular orbital {\displaystyle {\vec {L}}} ({\displaystyle {\mathcal {l}}}, número cuántico de momento angular orbital) y al módulo de su proyección {\displaystyle {\vec {L_{z}}}} ({\displaystyle m_{l}}, número cuántico magnético) sobre el eje z del sistema de referencia externo (laboratorio).
Como toda función de onda en mecánica cuántica, el orbital atómico {\displaystyle \phi } carece por sí mismo de significado físico, pero según la interpretación de Born, su módulo al cuadrado ({\displaystyle \mid {\displaystyle \phi }\mid ^{2}={\displaystyle \phi }^{*}.{\displaystyle \phi }}) representa la densidad de probabilidad de hallar a ese electrón en cada punto del espacio (o más brevemente, una densidad electrónica) y permite calcular la probabilidad de encontrarlo en un cierto volumen del átomo. 
La superposición de todas las densidades electrónicas asociadas a cada uno de los distintos orbitales atómicos, de simetría esférica centrada en el núcleo atómico, da lugar a la corteza electrónica, representada por el modelo de capas, el cual se ajusta a cada elemento químico según la configuración electrónica correspondiente.

## Introducción
El orbital atómico {\displaystyle \phi } contiene toda la información disponible sobre el comportamiento espacial de un electrón dentro del átomo, en el estado definido por los tres números cuánticos {\displaystyle n}, {\displaystyle {\mathcal {l}}} y {\displaystyle m_{l}}. A través de la descripción ondulatoria de la mecánica cuántica y de la densidad de probabilidad asociada, se define el tamaño, forma y orientación de una región del espacio disponible para un electrón. Cada orbital con diferentes valores de n presenta una energía específica para el estado del electrón en los átomos hidrogenoides. 
La probabilidad de encontrar un electrón en un punto del espacio se define a través de sus coordenadas espaciales. En coordenadas cartesianas dicha densidad de probabilidad se denota como {\displaystyle \mid {\displaystyle \phi ({\vec {r}})}\mid ^{2}=\mid \phi (x,y,z)\mid ^{2}}. Al suponer en los átomos simetría esférica, se suele trabajar alternativamente con la función de onda {\displaystyle \phi ({\vec {r}})} expresada en términos de coordenadas esféricas, donde {\displaystyle \phi ({\vec {r}})=\phi (r,\theta ,\phi )} y la densidad electrónica {\displaystyle \mid {\displaystyle \phi ({\vec {r}})}\mid ^{2}=\mid \phi (r,\theta ,\phi )\mid ^{2}}.

## Fundamentos físicos

### La función de onda solución de la Ecuación de Schrödinger atómica
En el modelo atómico surgido tras aplicar la mecánica cuántica a la descripción del movimiento interno de los electrones en los átomos (modelo posterior al modelo atómico de Bohr y otros derivados como el modelo atómico de Sommerfeld), se denomina orbital atómico a cada una de las funciones de onda mono-electrónicas que describen los estados estacionarios espaciales de un electrón en el átomo de hidrógeno e iones atómicos hidrogenoides. Es decir, son los estados estacionarios físicos representados como función de la posición espacial {\displaystyle {\vec {r}}}, {\displaystyle \phi _{nlm}({\vec {r}})=\langle {\vec {r}}|nlm\rangle }, que se obtienen resolviendo la ecuación de Schrödinger independiente del tiempo para el átomo {\displaystyle {\mathcal {H}}\phi _{n,l,m}=E_{n}\phi _{n,l,m}}, es decir, las funciones propias del operador hamiltoniano, {\displaystyle {\mathcal {H}}}.  Las mismas no representan la posición concreta de un electrón en el espacio atómico, que no puede conocerse con exactitud dada su naturaleza mecano-cuántica, sino que a partir de ellas se define una región del espacio en torno al núcleo atómico en la que la probabilidad de encontrar al electrón es elevada.

### Los números cuánticos que definen el estado de un electrón en un átomo
En el caso del átomo de hidrógeno e iones hidrogenoides, la ecuación de Schrödinger (ES) electrónica se puede resolver de forma exacta, encontrando que las funciones de onda {\displaystyle \phi } solución de la ES están determinadas por los valores que pueden asumir los tres números cuánticos {\displaystyle n}, {\displaystyle {\mathcal {l}}} y {\displaystyle m_{l}}. Estas condiciones de cuantización surgen de las restricciones que imponen las condiciones de contorno al movimiento electrónico dentro del átomo; no todos los pares de estado (descripto por la función de onda) y valor de energía asociado son posibles físicamente. Veamos qué valores pueden asumir estos tres números cuánticos y a qué magnitudes del electrón se asocian.
1. El valor del número cuántico n  (número cuántico principal, toma valores 1,2,3...) define el nivel de energía total y el tamaño del orbital atómico. Cuanto mayor sea n, mayor será el volumen asociado al orbital atómico correspondiente y también la energía del electrón. Para {\displaystyle n=1} el electrón se encuentra en su estado basal o fundamental, al que corresponde la energía más baja posible y es por lo tanto el estado más estable del electrón.
2. El valor del número cuántico l (número cuántico azimutal, asociado al momento angular total, toma valores 0, 1, 2,... hasta n-1) define la forma del orbital y el momento angular del electrón {\displaystyle {\vec {L}}}, cuyo módulo {\displaystyle \mid {\vec {L}}\mid } viene dado por:

{\displaystyle |L|=\hbar {\sqrt {l(l+1)}}}
la notación de los orbitales atómicos (procedente de la espectroscopia atómica) es la siguiente:
- Para {\displaystyle {\mathcal {l}}} = 0, orbitales s
- Para {\displaystyle {\mathcal {l}}} = 1, orbitales p
- Para {\displaystyle {\mathcal {l}}} = 2, orbitales d
- Para {\displaystyle {\mathcal {l}}} = 3, orbitales f
- Para {\displaystyle {\mathcal {l}}} = 4, orbitales g;

y surge en relación con las líneas del espectro de un elemento atómico (en inglés, s por sharp, p por principal, d por diffuse y f por fundamental) hasta {\displaystyle {\mathcal {l}}} = 3 y luego sigue asignando el tipo de orbital por orden alfabético (g, h, etc.).
3. El valor de {\displaystyle m_{l}} (número cuántico magnético, toma valores 0, ± 1, ± 2, ... ± {\displaystyle {\mathcal {l}}}) define la orientación del orbital atómico frente a un campo magnético externo. Para la proyección {\displaystyle L_{z}} del momento angular total sobre el eje z del campo externo, se verifica:

{\displaystyle L_{z}=\hbar m_{l}}

Posteriormente se definió la necesidad de incluir ad hoc un cuarto número cuántico {\displaystyle m_{s}} (ausente en las soluciones de la ecuación de Schrödinger atómica) para determinar completamente el estado de un electrón. En la mecánica cuántica relativista el espín surge de forma natural en las soluciones de la ecuación de Dirac , no hace falta introducirlo a mano. El momento angular de espín {\displaystyle {\vec {s}}}, adopta para el electrón un valor único s = 1/2 que determina que {\displaystyle \mid {\vec {s}}\mid =\hbar {\sqrt {s(s+1)}}={\sqrt {0.75}}\hbar } y define la existencia de 2 estados electrónicos diferentes a través del número cuántico {\displaystyle m_{s}} (que toma los valores +1/2 o -1/2) donde {\displaystyle s_{z}=\hbar {\displaystyle m_{s}}}. Cuando no se tiene en cuenta el espín electrónico se dice que el orbital atómico es un orbital espacial, mientras que si se considera el estado de espín, se denomina espín orbital atómico.
Un orbital atómico se puede descomponer en una parte radial y otra angular, empleando como sistema de coordenadas esféricas como sigue:

{\displaystyle \Psi _{n,l,m_{l}}({\vec {r}})=R_{n,l}(r)\Theta _{l,m_{l}}(\theta )\Phi _{m_{l}}(\varphi )}

donde {\displaystyle R_{n,l}(r)} representa la parte radial del orbital atómico, que depende de la distancia r del electrón al núcleo, e {\displaystyle Y_{\ell }^{m_{l}}(\theta ,\varphi )=} {\displaystyle \Theta _{l,m_{l}}(\theta )\Phi _{m_{l}}(\varphi )} representa su componente angular, correspondiente a armónicos esféricos de la forma

{\displaystyle Y_{\ell }^{m_{l}}(\theta ,\varphi )=NP_{\ell }^{m_{l}}(\cos {\theta })e^{im_{l}\varphi }}

Donde N es un factor de normalización y {\displaystyle P_{\ell }^{m_{l}}} un polinomio asociado de Legendre. Para la representación gráfica de la variación angular de un orbital atómico se emplea el módulo al cuadrado de esta función compleja  {\displaystyle \left\vert {Y_{\ell }^{m_{l}}(\theta ,\varphi )}\right\vert ^{2}} que es proporcional a la densidad de probabilidad electrónica o densidad electrónica y define un volumen que encierra la mayor parte de la probabilidad de encontrar al electrón o, si se prefiere, el volumen o región del espacio en donde el electrón pasa la mayor parte del tiempo.

### Más allá del átomo de hidrógeno: átomos con más de un electrón
En sentido estricto, los orbitales atómicos son funciones de onda que tratan de describir -de forma coherente con la descripción de la mecánica cuántica- los estados estacionarios de un único electrón sometido a un campo eléctrico de simetría central (o eventualmente de dos electrones, cuando el orbital atómico espacial se combina con cada uno de los dos estados de espín electrónico incorporando {\displaystyle m_{s}} y da lugar a los espín orbitales atómicos). Cabe señalar que dado que el núcleo no está descrito de forma explícita al tomarse como punto de referencia para el movimiento interno electrónico, los OA ni siquiera describen de forma completa al átomo de hidrógeno. En sistemas atómicos de más de un electrón, el acoplamiento entre el movimiento de pares de electrones que se repelen entre sí y se refleja en el término de repulsión inter-electrónica del Hamiltoniano {\displaystyle {\mathcal {H}}} poli-electrónico correspondiente, impide resolver en forma exacta analítica la Ecuación de Schrödinger atómica. Estas construcciones matemáticas no son adecuadas, por su origen mono-electrónico, para tener en cuenta la correlación instantánea entre electrones (y así, cuando se usa una aproximación orbital en sistemas de más de un electrón, se introduce el error de correlación electrónica) ni la antisimetría que debe tener la función que describe al conjunto de los electrones ante el intercambio entre ellos, exigida por la estadística de Fermi (tener en cuenta que los electrones son fermiones). Son así, descripciones aproximadas del comportamiento de un único electrón inmerso en el campo electrostático de Coulomb generado por el núcleo y los restantes electrones, que saliéndose de su sentido estricto, han mostrado ser de enorme utilidad en el terreno de la química cuántica, de forma que se utilizan no solo para describir sistemas atómicos poli-electrónicos, sino también para sistemas poli-electrónicos polinucleares (como las moléculas). 
También, más allá de su sentido estricto, los químicos se refieren a ellos como entes físicos más que como construcciones matemáticas, con expresiones como «en un orbital caben dos electrones».[cita requerida]

## Forma de los orbitales atómicos y de la densidad electrónica asociada
Existen distintas maneras de representar en 3D la forma de los orbitales atómicos espaciales y la densidad electrónica asociada a ellos. Por simplicidad, en algunas imágenes solo se representa su componente angular, obviando evidenciar el comportamiento radial que puede presentar nodos (puntos o planos donde el OA se anula y la densidad electrónica también, que es una función siempre positiva, asociada como se mencionó al módulo cuadrado de la función OA).

### Orbitaless
Los orbitales "s" tienen simetría esférica alrededor del núcleo atómico. En la figura siguiente se muestran distintas formas alternativas para representar la nube electrónica asociada a un orbital s: en la primera, la probabilidad de encontrar al electrón (representada por la densidad de puntos) disminuye a medida que nos alejamos del centro; en la segunda, se representa el volumen esférico en que el electrón pasa la mayor parte del tiempo y por último se observa el electrón.

### Orbitalesp
La forma geométrica de los orbitales p es la de dos esferas achatadas hacia el punto de contacto (el núcleo atómico) y orientadas según los ejes de coordenadas. En función de los valores que puede tomar el tercer número cuántico ml (-1, 0 y 1) se obtienen los tres orbitales p simétricos respecto a los ejes X, Z  e y. Análogamente al caso anterior, los orbitales p presentan n-2 nodos radiales en la densidad electrónica, de modo que al incrementarse el valor del número cuántico principal la probabilidad de encontrar el electrón se aleja del núcleo atómico.
El orbital "p" representa también la energía que posee un electrón y se incrementa a medida que se aleja entre la distancia del núcleo y el orbital. 

### Orbitalesd
Los orbitales d tienen orientaciones más diversas. Cuatro de ellos tienen forma de 4 lóbulos de signos alternados (dos planos nodales, en diferentes orientaciones del espacio), y el último es un doble lóbulo rodeado por un anillo (un doble cono nodal). Siguiendo la misma tendencia, presentan n-3 nodos radiales. Este tiene 5 orbitales y corresponde al número cuántico l (azimutal)

### Orbitalesf
Los orbitales f tienen orientaciones aún más exóticas, que se pueden derivar de añadir un plano nodal a las formas de los orbitales d. Presentan n-4 nodos radiales.

### Orbitalesg
Según la aproximación orbital en las descripciones mecánicas cuánticas de la estructura atómica, los elementos con orbitales g parcialmente llenos se encuentran en el hipotético bloque g. Sin embargo, los efectos de acoplamiento espín-órbita reducen sustancialmente la validez de la aproximación orbital para elementos de número atómico alto. Así, un elemento en la columna etiquetada como g1 podría tener exactamente un electrón g de capa de valencia (como sugiere el nombre), pero también es posible que tenga más o ninguno. Presentarían n-5 nodos radiales.

## Tabla de orbitales
La tabla siguiente muestra todas las configuraciones orbitales para el hidrógeno, como funciones de onda, desde el 1s al 8s. Los átomos polielectrónicos irían alojando sus electrones en dichos grupos de orbitales.
|     | s (l=0) | p (l=1) | p (l=1) | p (l=1) | d (l=2) | d (l=2) | d (l=2) | d (l=2) | d (l=2) | f (l=3) | f (l=3) | f (l=3) | f (l=3) | f (l=3)   | f (l=3)    | f (l=3)    |
|     | m=0     | m=0     | m=±1    | m=±1    | m=0     | m=±1    | m=±1    | m=±2    | m=±2    | m=0     | m=±1    | m=±1    | m=±2    | m=±2      | m=±3       | m=±3       |
|     | s       | pz      | px      | py      | dz2     | dxz     | dyz     | dxy     | dx2-y2  | fz3     | fxz2    | fyz2    | fxyz    | fz(x2-y2) | fx(x2-3y2) | fy(3x2-y2) |
| --- | ------- | ------- | ------- | ------- | ------- | ------- | ------- | ------- | ------- | ------- | ------- | ------- | ------- | --------- | ---------- | ---------- |
| n=1 |         |         |         |         |         |         |         |         |         |         |         |         |         |           |            |            |
| n=2 |         |         |         |         |         |         |         |         |         |         |         |         |         |           |            |            |
| n=3 |         |         |         |         |         |         |         |         |         |         |         |         |         |           |            |            |
| n=4 |         |         |         |         |         |         |         |         |         |         |         |         |         |           |            |            |
| n=5 |         |         |         |         |         |         |         |         |         | . . .   | . . .   | . . .   | . . .   | . . .     | . . .      | . . .      |
| n=6 |         |         |         |         | . . .   | . . .   | . . .   | . . .   | . . .   | . . .   | . . .   | . . .   | . . .   | . . .     | . . .      | . . .      |
| n=7 |         | . . .   | . . .   | . . .   | . . .   | . . .   | . . .   | . . .   | . . .   | . . .   | . . .   | . . .   | . . .   | . . .     | . . .      | . . .      |